# Кубовка (приток Уфтюги)
Кубовка — река в России, протекает в Усть-Кубинском районе Вологодской области. Устье реки находится в 48 км по левому берегу реки Уфтюга. Длина реки составляет 10 км.
Кубовка берёт начало в лесу в 3 км к юго-востоку от деревни Малая Гора (Богородское сельское поселение). Течёт на юго-запад, крупнейший приток — Николенка (правый). В среднем течении рядом с рекой расположены деревни Дмитриевская (правый берег) и Мыс (левый берег). Впадает в Уфтюгу чуть выше деревни Паниха.

## Данные водного реестра
По данным государственного водного реестра России относится к Двинско-Печорскому бассейновому округу, водохозяйственный участок реки — озеро Кубенское и реки Сухона от истока до Кубенского гидроузла, речной подбассейн реки — Сухона. Речной бассейн реки — Северная Двина.
По данным геоинформационной системы водохозяйственного районирования территории РФ, подготовленной Федеральным агентством водных ресурсов:
- Код водного объекта в государственном водном реестре — 03020100112103000005214
- Код по гидрологической изученности (ГИ) — 103000521
- Код бассейна — 03.02.01.001
- Номер тома по ГИ — 03
- Выпуск по ГИ — 0